# 福山ローズファイターズ
福山ローズファイターズ（ふくやまローズファイターズ）は、広島県福山市に本拠地を置き、日本野球連盟に加盟している社会人野球のクラブチーム。

## 概要
広島県福山市を中心とした備後地域で、若者への雇用とスポーツ活動の受け皿となり、将来を担う若者を地域に誘引・定着してもらうことを目指して立ち上がったNPO法人「福山スポーツ雇用サポートセンター」が運営母体となり、2016年にクラブチーム『福山ローズファイターズ』として発足。選手の雇用を確保しながら、企業と市民と行政の連携で地域の顔となる市民球団となり、都市対抗野球大会への出場を目指している。
2016年3月、日本野球連盟にクラブチームとして新規加盟した。
2017年、JABA徳山(スポニチ)大会で優勝を果たした。

## 元プロ野球選手の競技者登録
- 山内和宏（元：中日ドラゴンズ、福岡ダイエーホークス） - 投手コーチ（2017年 - ）
- 石橋文雄（元：広島東洋カープ） - 野手コーチ（2017年 - ?年）
- 浅野啓司（元：読売ジャイアンツ、ヤクルトスワローズ） - 総監督（2020年 - ?年）
- 中村憲（元：広島東洋カープ） - 外野手（2016年 - 2022年）
- 銚子利夫（元：横浜大洋ホエールズ、広島東洋カープ） - GM（2021年 - ）
- 柴原実（元：阪急ブレーブス） - 監督（2023年）、アドバイザー（2024年 -）
- 南渕時高（元：千葉ロッテマリーンズ、中日ドラゴンズ、オリックス・ブルーウェーブ） - 監督（2024年 -）

## 在籍者・関係者
- 迫田守昭（元・三菱重工広島、広島県立広島商業高等学校、広島新庄高等学校野球部監督） - 元顧問。2022年退任。
- 松谷鷹也（俳優） - 役作りを兼ねて2023年より外野手として在籍[4]。

## 主要大会の出場歴・最高成績
- JABA徳山(スポニチ)大会 - 優勝1回（2017年）
- JABA中・四国クラブ野球選手権大会 - 優勝2回（2018、2020年）、準優勝1回（2016年）